# Kristalni čas
Kristalni čas (1990) je avtobiografski roman pisatelja Lojzeta Kovačiča. Pisatelj je o tem delu govoril kot o »dokumentu o duši«. Roman je bil leta 1991 nagrajen z nagrado kresnik, 2016 pa s kresnikom vseh kresnikov.

## Vsebina
Prvoosebna pripoved in izpoved avtorja, polna retrospektiv, premišljanj in osebnih doživetij, se dogaja od 23. julija 1988 do 14. junija 1990. Pripovedovalec se vrača v otroštvo, pripoveduje o času pred svojim rojstvom, družini, o rodnem Baslu, o selitvi v Jugoslavijo in o otroških dogodivščinah. Rad pripoveduje tudi o sedanjem delu, ki ga opravlja v Pionirskem domu, kjer vodi književno delavnico za otroke in najstnike. Osredotoči se na temo bolezni in smrti. Bolezen pljuč ga spremlja že celo življenje, težave ima z dihanjem, spati mora pri odprtem oknu in zjutraj se prebuja s kašljem. Čuti, da se mu kmalu bliža konec. S smrtjo se je prvič srečal, ko mu umrl oče. Premišljuje tudi o človeški duši in Bogu, za katerega misli, da se nahaja povsod in da vse vidi. V zadnjem poglavju se ozre še na ljubezen. S prvo ženo ima dva sinova, zaradi nestrinjanj in prepirov sta se razšla. Že med njunim zakonom in po ločitvi je bila ona zelo bolna in je hitro umrla. Prek njunega odnosa se razkrivajo njegovi pogledi na politiko, pri čemer pa ostaja njegovo stališče apolitično. Drugi dve ženski sta bili njegovi ljubici. Z eno izmed njiju je razvil globok odnos, vendar ga je zaradi bolezni prekmalu zapustila. Odpirajo se mu vprašanja o trpljenju in o neizbežni smrti ljubljenih oseb. Zadnjo žensko je poznal iz službe že vrsto let, vendar se je lahko ponovno zaljubil šele po smrti druge ljubice. Z njo je zaživel pravo skupno življenje, popestrila ga je tudi njena hči, ki jo je vzgajal kot svojo. Roman se končuje s skrivnostnim  in hkrati tudi s »kristalnim stavkom«: Zrelost je vse. Denis Poniž v tej zrelosti vidi vse ključne postaje avtorjevega življenja, od otroštva in mladeništva do stiske starih let, kjer pridemo do spoznanja, da zrelost je vse, in da v njej bivajo vsi dogodki na nov, kristalni način. 

## Zunanja zgradba
Roman je sestavljen iz sedmih poglavij. V vsakem poglavju se avtor posveti določeni temi. Ključne teme romana so spopadanje z boleznijo in smrtjo, razmišljanje o človeški duši in Bogu, vprašanje ustvarjanja, spominjanje na otroštvo in smisel življenja ter ljubezni.

## Literarna umestitev romana
Roman spada v modernistično književnost. Kovačič nadaljuje izročilo eksistencialistično-modernističnih pripovednih vzorcev in avtobiografskega modernizma Marcela Prousta, Jamesa Joycea in Henryja Millerja. Avtobiografskost zmanjšuje ali celo ukinja distanco med pišočim in doživljajočim jazom.
Pisatelj je o svoji poetiki povedal: »Proza, ki jo pišem, je bila zame vselej eremitska celica, v kateri lahko brez prestanka pripovedujem sam sebi, ta proza je zato opis stvari, gest, občutkov, barv ali dogodkov, v katere utonem kot košček oblike ali barve tudi sam.«

## Prevodi
Roman je preveden v češki jezik, prevedel ga je Aleš Kozár leta 2010 in nosi naslov Křištálová doba. (COBISS)

## Kritike in ostale objave
- Peter Kolšek. Prireditev Kresnik 91 obnovila star obred: prvi kresnik Lojzetu Kovačiču za roman Kristalni čas. Delo 33/145 (1991). 3. (COBISS)
- Andrijan Lah: Lojze Kovačič, Kristalni čas.  Srce in oko 28/3 (1991). 392. (COBISS)
- Polona Pivec: Dokument o duši: Lojze Kovačič, Kristalni čas. Večer 9. okt. 1991. 15. (COBISS)
- Blaž Podlesnik: Kristalne osamljenosti Lojzeta Kovačiča. Sodobnost 68/11 (2004). 1359−1368. (COBISS)
- D. P. [Denis Poniž]: Lojze Kovačič, Kristalni čas ... Celovški zvon 31/9 (1991). 92. (COBISS)
- Milan Skledar: Lojze Kovačič, Kristalni čas. Evropa 1991. 44−45. (COBISS)
- Miroslav Slana: Dragoceni pogled v stržen duše. Večer 47/181 (1991). 15. (COBISS)
- Franc Zadravec: Utemeljitev za nagrado. Delo 33/149 (1991). 13. (COBISS)
- Franc Zadravec: Lojze Kovačič, Kristalni čas. Zvezde kresnih večerov  2010. 11–15. (COBISS)